# František Balvín
František Balvín (7. listopadu 1915 Nové Město na Moravě – 20. října 2003) byl československý lyžař, běžec na lyžích.

## Lyžařská kariéra
Na V. ZOH ve Svatém Mořici 1948 v běhu na lyžích na 50 km skončil na 11. místě a ve štafetě na 4x10 km na 8. místě. Na VI. ZOH v Oslo 1952 skončil na 21. místě v běhu na lyžích na 50 km. V roce 1947 vyhrála štafeta z Nového Města na šampionátu ve Špindlerově Mlýně ve složení František Balvín, Bohumil Kosour, Karel Dvořák a František Zajíček. Závodil za SK Nové Město na Moravě.